# Luis García
Luis Javier García Sanz (* 24. Juni 1978 in Badalona) ist ein ehemaliger spanischer Fußballspieler.

## Karriere

### Der Weg zum Superstar
Garcías Karriere begann in der Talentschmiede des FC Barcelona. Nach mehreren Jahren in der Jugendmannschaft wurde er zusammen mit Xavi zur Saison 1997/98 in die B-Mannschaft der Katalanen aufgenommen, wo man 1998 die Drittligameisterschaft erringen konnte. Nach dieser Saison wurde er bereits für die erste Mannschaft nominiert, konnte sich dort aber nicht durchsetzen, sodass er für die Saison 1999/2000 an Real Valladolid verliehen wurde. Nach seiner Rückkehr verlieh man ihn im Januar 2001 an CD Toledo, das damals in der Segunda División spielte.
Nach diesem halben Jahr wurde er erneut verliehen, diesmal an das ebenfalls zweitklassige CD Teneriffa. Dort reifte er in kurzer Zeit unter Rafael Benítez zum Führungsspieler und gehörte neben Mista und Curro Torres zu dem Team, welchem 2001 der Aufstieg in die Primera División gelang.
Nach einem weiteren Jahr als Leihspieler bei Real Valladolid lieh man ihn im Sommer 2002 mit Kaufoption an Atlético Madrid, wo er in 30 Ligaspielen 9 Tore schoss. Nach nur einer Spielzeit kehrte er 2003 zu Barcelona zurück, wo er nun öfters als Ergänzungsspieler eingesetzt wurde. Bei 25 Ligaeinsätzen brachte er es auf 4 Tore für seinen Heimatverein.

### FC Liverpool und Rückkehr nach Spanien
Luis García wechselte im August 2004 für 8.750.000 € von Barcelona nach Liverpool und spielte dort eine gute erste Saison, in der er 13 Tore schoss. Mit dem FC Liverpool gewann er die UEFA Champions League und hatte an diesem Erfolg maßgeblichen Anteil. Nachdem er bereits im Achtelfinale drei Tore gegen Bayer 04 Leverkusen erzielt und auch gegen Juventus Turin getroffen hatte, entschied er mit seinem Treffer zum 1:0 das Halbfinale gegen den FC Chelsea.
Liverpools Trainer Rafael Benítez sah in Luis García ein großes Talent und baute um ihn, um Xabi Alonso und um Steven Gerrard in der folgenden Saison 2005/06 ein schlagkräftiges Team auf. In dieser Spielzeit schied Liverpool zwar schon im Achtelfinale der Champions League aus, dennoch konnte García mit dem Triumph im FA Cup zu einem weiteren Titelgewinn beitragen. In der Saison 2006/07 zog sich Garcia allerdings im Ligapokal gegen Arsenal London am 12. Januar 2007 einen Kreuzbandriss im rechten Knie zu und fiel für die restliche Saison aus.
Im Juli 2007 wechselte er für 4.000.000 € zurück in die Primera División zu Atlético Madrid, wo er vorrangig im linken offensiven Mittelfeld eingesetzt wurde.
In der Saison 2009/10 war er an Racing Santander ausgeliehen. Dort bestritt er 15 Ligaspiele, davon vier in der Startelf und blieb ohne Torerfolg.
Zur Saison 2010/11 wechselte er ablösefrei zu Panathinaikos Athen.
Am 14. Januar 2014, verkündete García auf der Homepage von UNAM Pumas, sein Karriereende.
Am 19. Juli 2014 wurde der Rücktritt von Rücktritt mitgeteilt. García wechselte zur indischen Fußballmannschaft Atlético de Kolkata in die neu entstandene Indian Super League. Er gab dort sein Debüt am 12. Oktober 2014.
Im Januar 2016 unterzeichnete er noch einmal einen Vertrag über ein halbes Jahr beim australischen A-League-Teilnehmer Central Coast Mariners.

### Nationalmannschaft
Für Spanien absolvierte Luis García seit seinem Debüt am 26. März 2005 gegen China (3:0) 20 Partien. Durch einen Hattrick in seinem zweiten Spiel, dem Playoff-Hinspiel gegen die Slowakei, schoss er sein Land zur Weltmeisterschaft 2006. An ihr nahm er in drei von vier Spielen der Spanier teil und wurde nur im letzten unbedeutenden Gruppenspiel geschont.
Luis García war auch für die katalanische Fußballnationalmannschaft aktiv, welche aber bisher nicht in internationale Verbände aufgenommen wurde.

## Erfolge

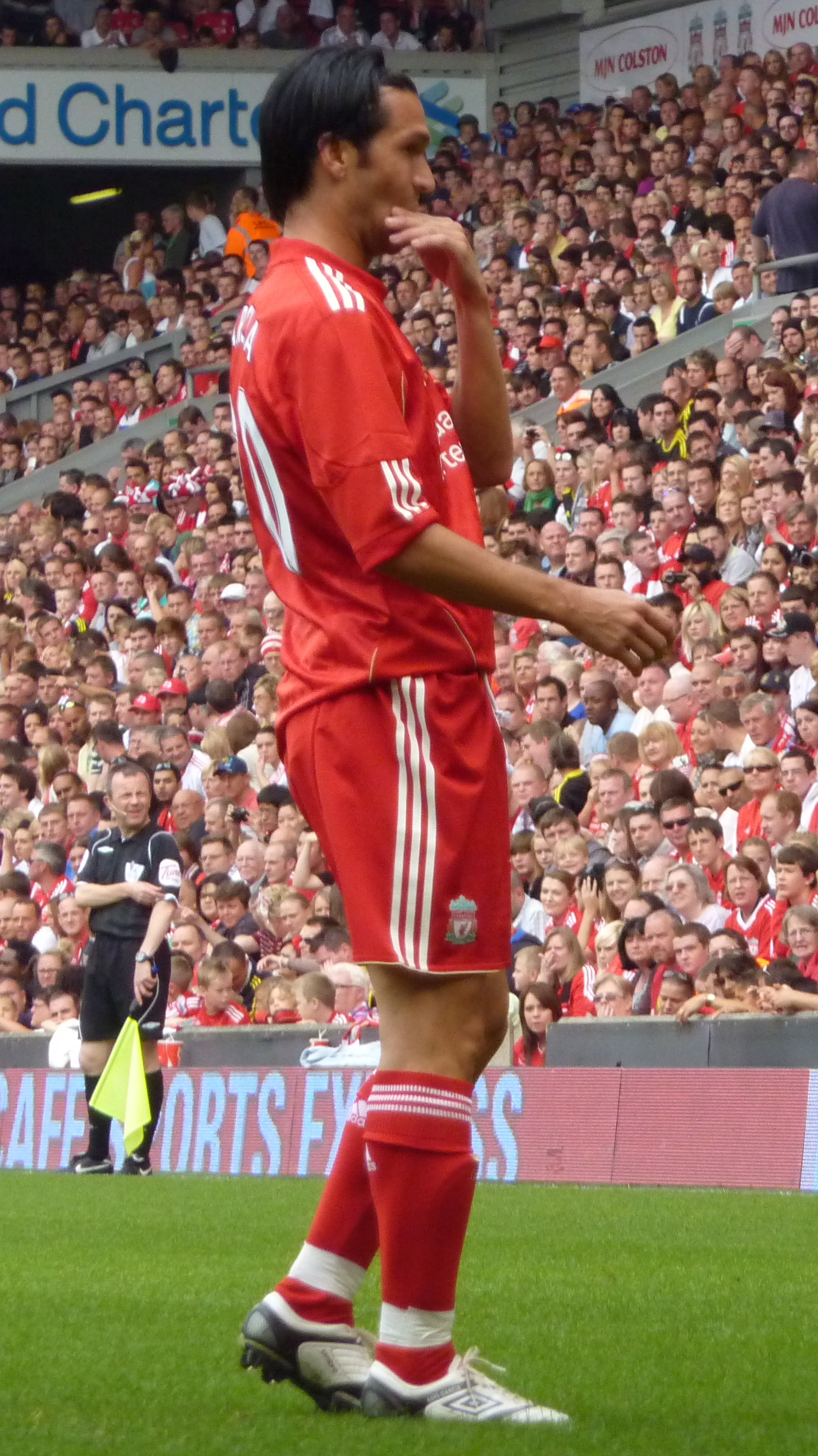
Luis García, 2010

- FC Liverpool
  - UEFA Champions League: 2005
  - Europäischer Supercup: 2005
  - FA Cup: 2006
  - FA Community Shield: 2006
- Atlético de Kolkata
  - Indischer Meister: 2014